# Adélaïde Labille-Guiard

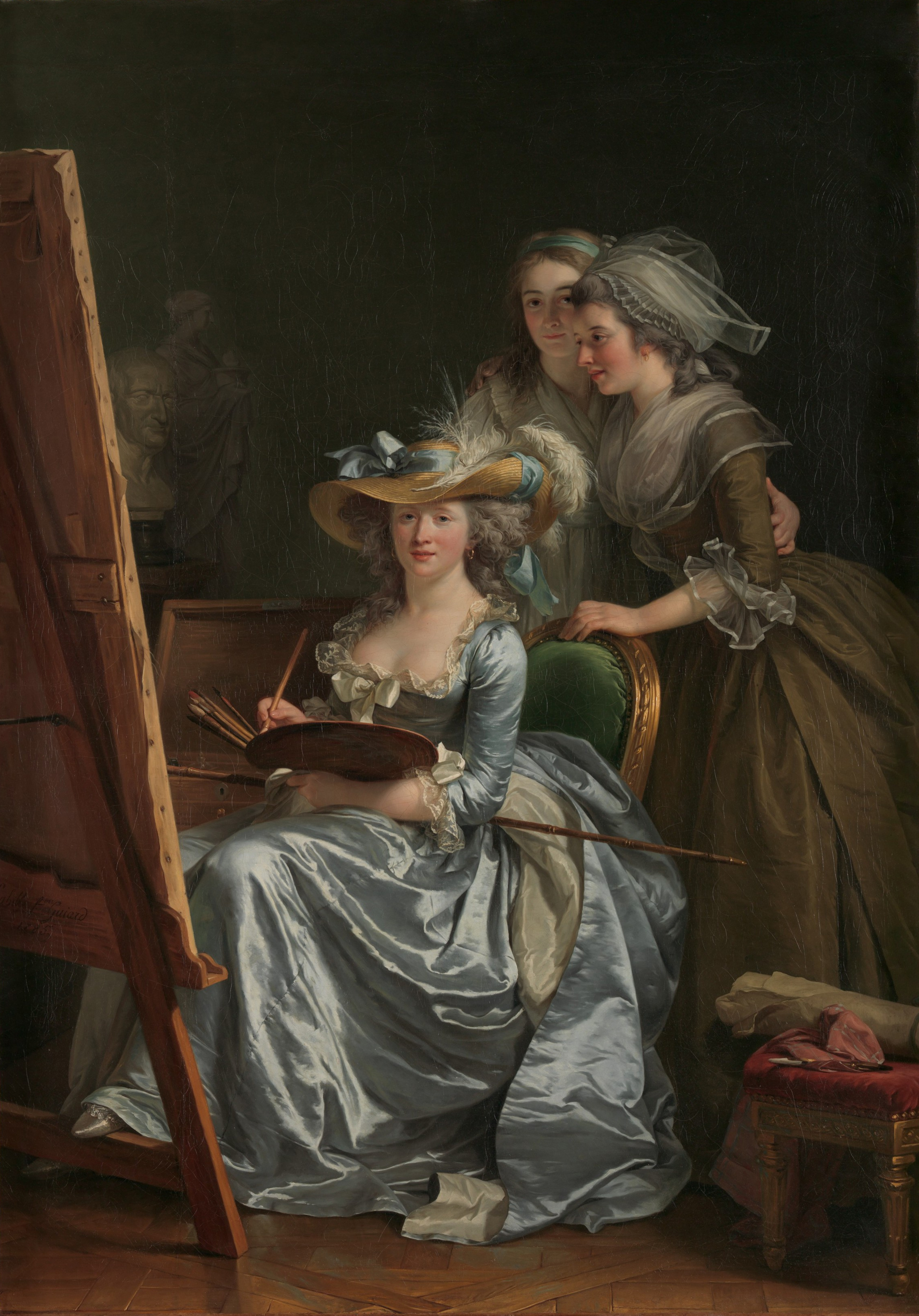
Selbstporträt mit zwei ihrer Schülerinnen, Marie-Gabrielle Capet und Marie-Marguerite Carreaux de Rosemond, 1785

Adélaïde Labille-Guiard, später auch Madame Vincent genannt (* 11. April 1749 in Paris; † 24. April 1803 ebenda), war eine französische Malerin des Klassizismus im ausgehenden 18. Jahrhundert und Gründerin der ersten Pariser Frauenschule für Malerinnen.

## Leben

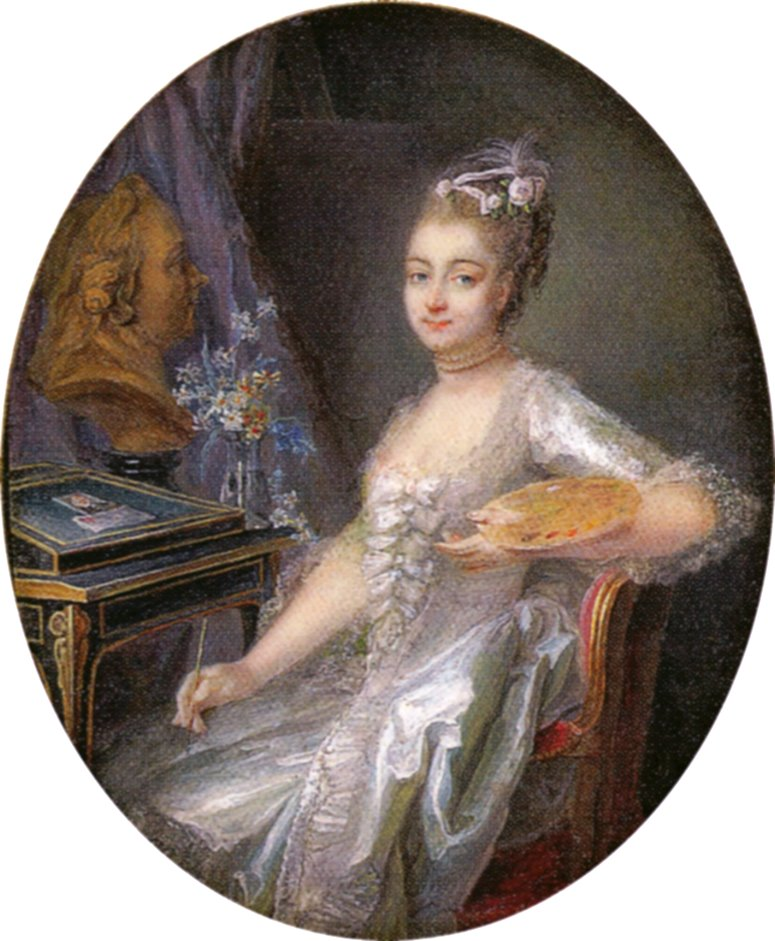
Selbstporträt, Aquarellminiatur von 1774

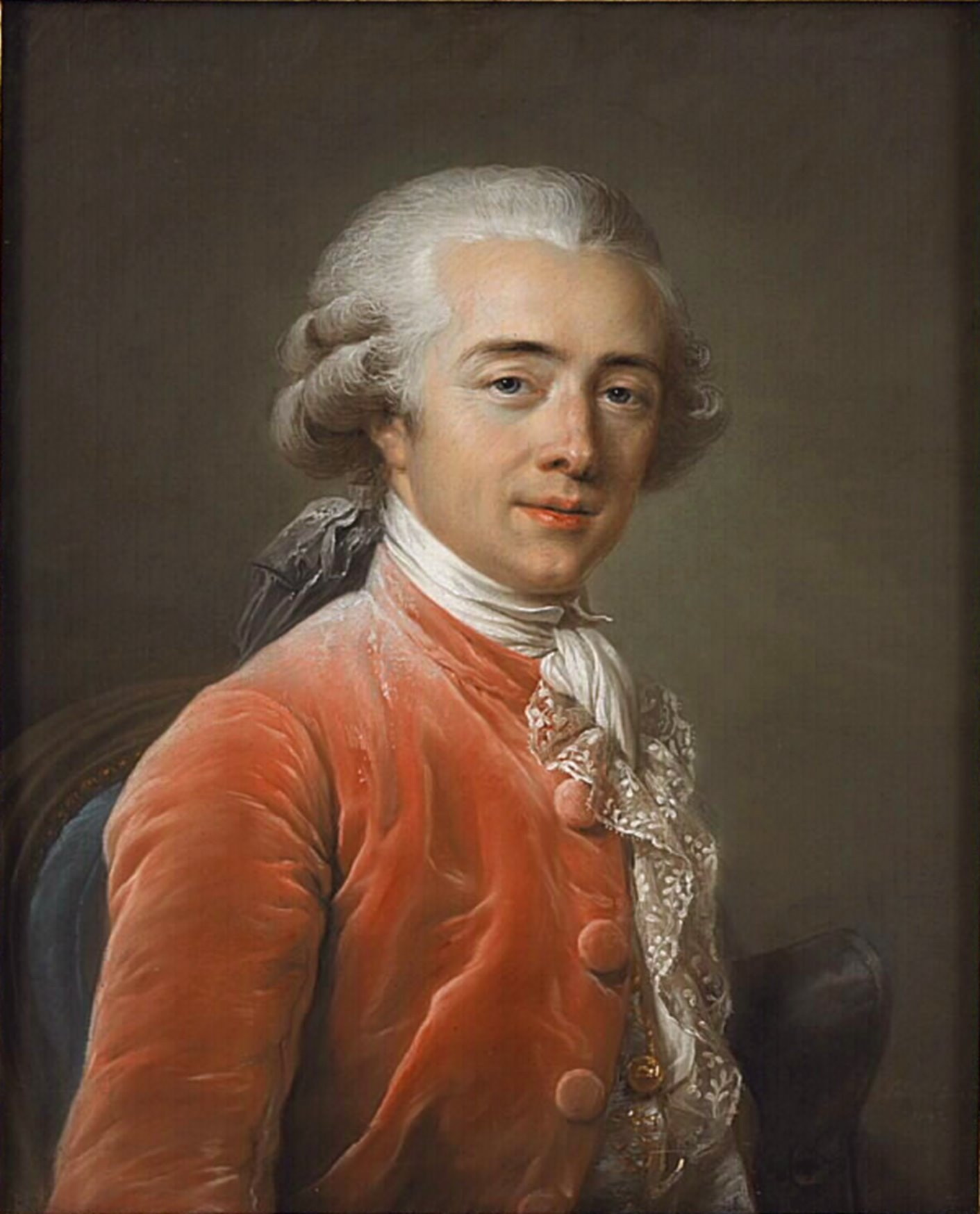
Der Maler François-André Vincent im Jahr 1783

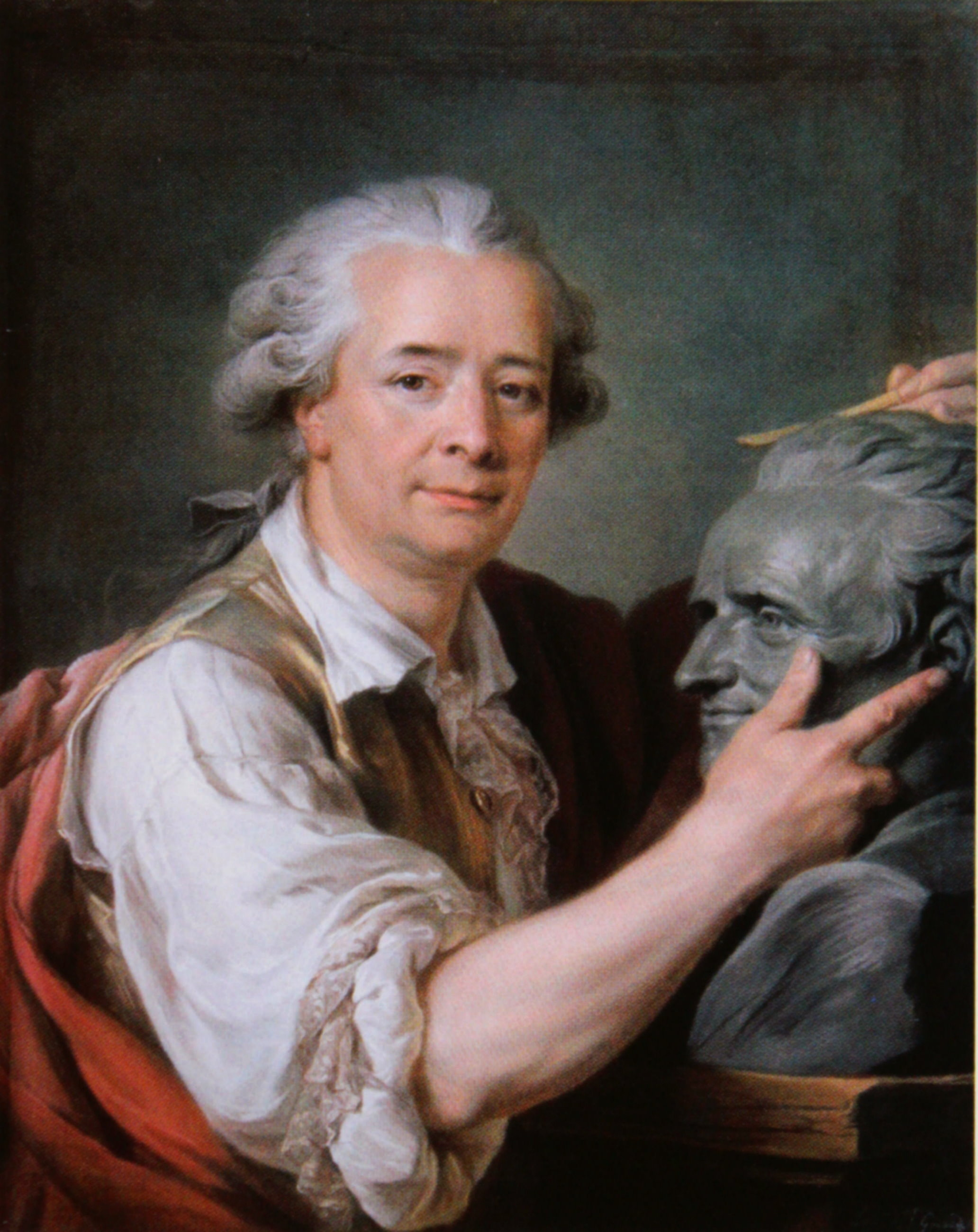
Der Bildhauer Augustin Pajou, Pastell aus dem Jahr 1782.

### Kindheit und Jugend
Adélaïde Labille wurde 1749 als Tochter von Marie-Anne Saint-Martin (1716–1761) und des Kurzwarenhändlers Claude-Edme Labille (1705–1788) als die Jüngste und einzig Überlebende von acht Geschwistern im östlichen Teil der Neuve des Petits-Champs in der Nähe der Pfarrkirche St-Roch in Paris geboren. Sie erhielt, womöglich in einer Klosterschule, ihre Allgemeinbildung. Anschließend arbeitete sie im Bekleidungsgeschäft des Vaters „La Toilette“, das sich in derselben Straße wie ihr Haus befand. Bereits im Alter von vierzehn Jahren hatte sie die Idee, Malerin zu werden. Einer der vielen Künstler in der Rue Neuve des Petits-Champs war der Genfer Miniaturmaler François-Elie Vincent (1708–1790), der ein guter Bekannter ihres Vaters war. Bei ihm lernte sie kleine Porträts für Medaillons oder als Schmuckstücke für Tabatieren (Schnupftabakdosen) herzustellen. Vincents Sohn François-André Vincent (1746–1816), ebenfalls Maler, wurde Adélaïdes Vertrauter und eigentlicher Lehrer. 
Mit zwanzig Jahren heiratete Adélaïde Labille am 25. August 1769 den Steuerbeamten Louis-Nicolas Guiard (1741–1804), der auch aus der Nachbarschaft der Rue Neuve des Petits-Champs stammte. Die Freundschaft zu Vincent wurde schon vorher unterbrochen, da dieser für sechs Jahre nach Rom gegangen war. Adélaïde Labille-Guiards Ehe blieb kinderlos, so dass sie ihr Studium im selben Jahr wieder aufnahm. Sie lernte bis 1774 bei dem führenden Pariser Pastellmaler Maurice Quentin de La Tour die Pastelltechnik, die im 18. Jahrhundert sehr in Mode war. Dabei wurde sie jedoch enttäuscht, da ihre Pastellbilder bei der Masse des Angebotes nicht sonderlich beachtet wurden.
Labille-Guiard stellte erstmals am 25. August 1774 eine Selbstporträtminiatur in Aquarell und ein lebensgroßes Pastell mit dem Titel „Porträt eines Friedensrichters“ in der Ausstellung der Académie von Saint-Luc in Paris aus. Dabei begegnete sie ihrer zukünftigen Konkurrentin Elisabeth Vigée-Lebrun. Vorerst verdiente sie mit Miniaturen und Pastellen ihren Lebensunterhalt.
Viele Künstlerinnen und Künstler, die nicht in die königliche Akademie aufgenommen wurden, gingen in die 1751 gegründete Academie de Saint-Luc, um als anerkannter Maler ihr Geld verdienen zu können. Bis zum Ende gab es 4500 Mitglieder, wovon 130 Frauen waren. Zur Abschaffung der Konkurrenz erreichte die königliche Akademie mit einer königlichen Verordnung, die Academie de Saint-Luc im Februar 1776 zu schließen.
Wer als Künstler überleben wollte, musste nun seinen Weg in die königliche Akademie finden. Seit 1749 wurden nur noch Ölgemälde zur Aufnahme anerkannt, weshalb Labille-Guiard fortan die Ölmalerei erlernen musste.
Sie begann ab 1776, erneut bei ihrem Freund Vincent, der mittlerweile aus Rom zurückgekehrt war, die Ölmalerei zu studieren. Da sie sich von ihrem Mann nicht scheiden lassen konnte, ließ sie sich am 27. Juli 1779 rechtmäßig von ihm trennen.

### Popularität
Neben der neu erlernten Öltechnik malte sie auch weiterhin Pastelle, wovon sie ein Selbstporträt, dargestellt mit Ölfarben malend an der Staffelei, 1781 im Salon de la Correspondance ausstellte, für welches sie beim Betreten des Raumes Applaus bekam.
Da ihr die Einrichtung eines eigenen Ateliers im Louvre, welches gewöhnlich auch als Unterrichtsraum genutzt wurde, verwehrt war, eröffnete sie als zusätzliche Einkommensquelle die erste Pariser Frauenschule für Malerinnen.
Labille-Guiards Schülerinnen D’Avril, Capet und Frémy stellten 1781 ihre Bilder in der Ausstellung De la Jeunesse aus.
Auf der Ausstellung De la Jeunesse gewann sie 1783 mit ihren neun Schülerinnen besondere Aufmerksamkeit. Zu ihren Schülerinnen gehörten u. a. eine Madame Lambert, Madame Gordrain, die Miniaturmalerin Marie-Thérèse de Noireterre (1760–1819), die Porträtmalerin Jeanne Bernard (1763–1842), die sich später der Genremalerei zuwandte, Mademoiselle Verrier, die im Salon von 1786 ausstellte und später Madame Maillard hieß, sowie eine Mademoiselle Alexandre, die in den Ausstellungen De la Jeunesse in den Jahren 1784 sowie 1786 vertreten war. Eine Tante des Königs befahl Labille-Guiard 1788, eine Pomponne Hubert gegen ein Sälar von 1200 Pfund im Jahr als Schülerin aufzunehmen, welches 1790 auf 800 Pfund reduziert und bis 1792 gezahlt wurde.
Ab 1. Mai 1782 stellte Labille-Guiard zwei Wochen lang im Salon de la Correspondance aus. Dabei zeigte sie drei Pastelle, ein mittelgroßes Porträt des Grafen von Clermont-Tonnerre und zwei Kopfstudien eines jungen Mannes und einer jungen Frau. Minister, Prinzessinnen und andere Künstler ließen sich nun von ihr in einer Porträtserie abbilden, so unter anderem auch der Bildhauer Augustin Pajou, für dessen Bildnis sie weitere Bekanntheit erlangte. Im Juni 1782 wurden Arbeiten von Labille-Guiard und Élisabeth Vigée-Lebrun nebeneinander im Salon de la Correspondance ausgestellt. Der schwedische Porträtist Alexander Roslin stellte dank ihres großen Erfolges Labille-Guiard 1783 der Königlichen Akademie, der satzungsgemäß höchstens vier Frauen angehören durften, vor. Bereits Roslins verstorbene Ehefrau Marie Suzanne Giroust (1734–1772), mit der Labille-Guiard bei Quentin de La Tour zusammen studiert hatte, gehörte ab 1770 bis zu ihrem Tod zwei Jahre später der Akademie an. Für die Aufnahme musste Labille-Guiard zwei Bilder einreichen, das Pastellporträt des Bildhauers Pajou sowie das Ölporträt des Malers Amedée van Loo, welches erst 1785 in einer Ausstellung zu sehen war. Parallel zeigte die Akademie in einer Ausstellung mehrere Künstlerporträts Labille-Guiards. Sie wurde nach langer Beratung mit 29 von insgesamt 36 Stimmen am 31. Mai 1783, am selben Tag wie die Malerin Élisabeth Vigée-Lebrun, in die königliche Akademie aufgenommen.
Das Lob, mit dem man sie im Salon der Akademie empfing, wurde durch einen Skandal gestört. Ein verleumderisches Pamphlet mit dem Titel „Suite de Malborough au Salon 1783“ bezichtigte Labille-Guiard, ähnlich wie später auch Vigée-Lebrun, der „sexuellen und ethischen Unschicklichkeit“. Der anonyme Verfasser behauptete, dass sie Arbeiten von Vincent als ihre eigenen ausgestellt habe. Außer derjenigen mit Vincent hätte sie zweitausend Affären gehabt. Durch ein versiertes Schreiben am 19. September an die Gräfin d’Angiviller, die sowohl Labille-Guiards Gönnerin wie auch die Frau des Generaldirektors der königlichen Gebäude (Directeur-général des bâtiments du roi) war, konnte die Druckschrift zu ihrer Erleichterung unterdrückt werden.
Dennoch gingen später weiterhin ähnliche Schmähschriften in Umlauf.
Im Jahr 1785 wurde ihr erstes nahezu lebensgroßes Gruppenportrait Selbstbildnis mit zwei ihrer Schülerinnen, Marie-Gabrielle Capet und Marie-Marguerite-Carreaux de Rosemond ausgestellt. Mademoiselle Rosemond stellte ihre Kunstwerke 1783, 1784 und 1786 an der Place Dauphine aus.
Ihre erfolgreichsten Jahre als Malerin hatte Adélaïde Labille-Guiard zwischen 1785 und 1789, beispielsweise mit Bildnissen von Claude-Joseph Vernet (1785), Charles-Amédée-Philippe van Loo (1785) sowie mit Porträts der Töchter Ludwigs XV., Marie Adélaïde (1787), Victoire und Marie Louise Élisabeth (1788) sowie Élisabeth Philippine Marie Hélène de Bourbon (1788). Im Jahr 1788 beauftragte der Graf de Provence, Louis Stanislas Xavier, der Bruder Ludwigs XVI., Labille-Guiard, gegen eine Provision von 3000 Pfund ihn im Zentrum eines großen Gruppenbildnisses mit den Maßen 5,18 × 4,27 Meter und dem Titel Empfang eines Ordensritters von Saint-Lazare durch den Großmeister des Ordens zu porträtieren, an dem sie zwei Jahre arbeitete. Während der Französischen Revolution wurde sie gezwungen, dieses neben einigen anderen ihrer Kunstwerke am 17. August 1793 zur Verbrennung zu übergeben. Diese schwer erworbenen königlichen Verbindungen machten sie nach 1789 politisch verdächtig.

### Revolution und letzte Lebensjahre

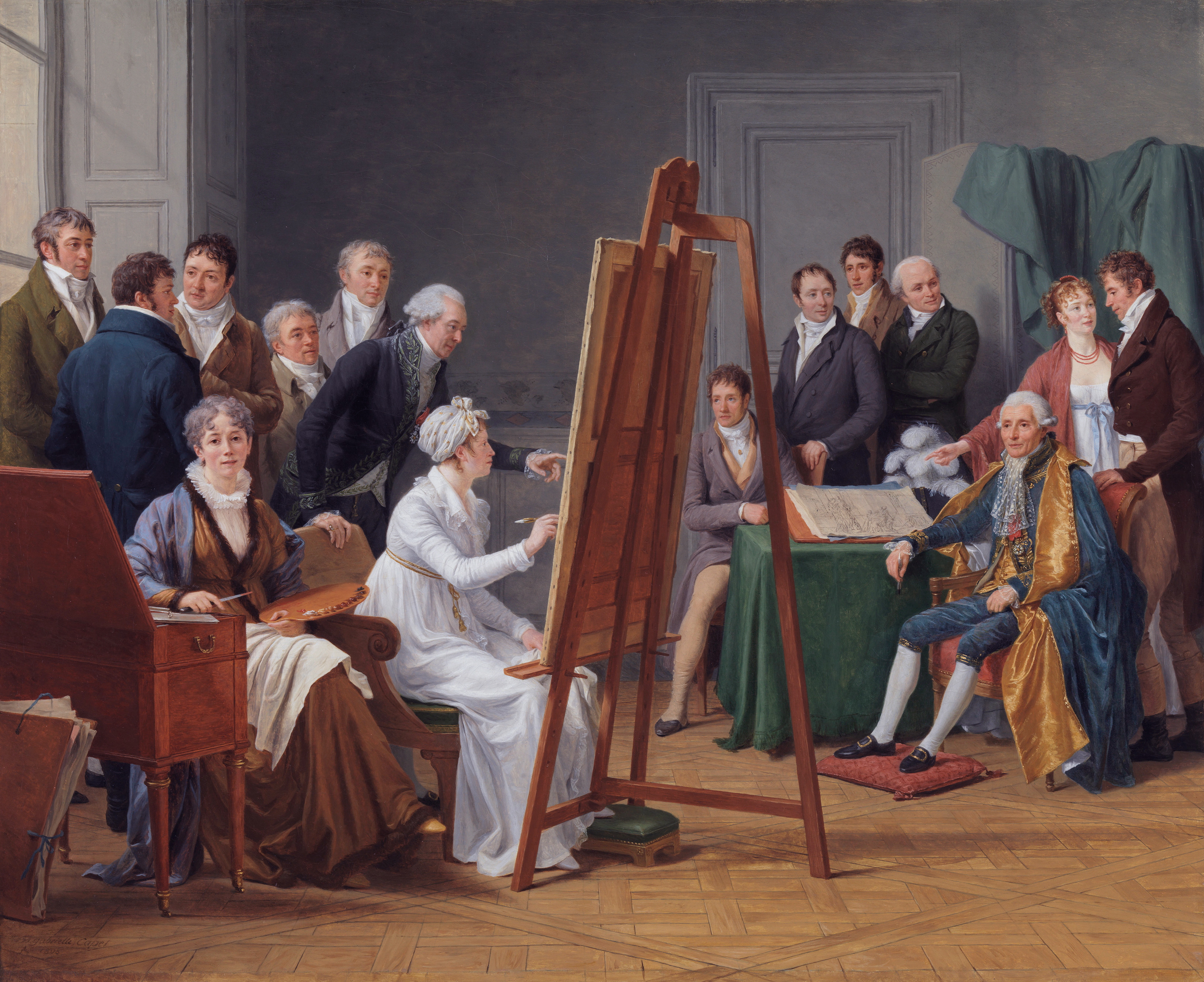
Im Atelier von Madame Vincent in der Zeit um 1800, gemalt 1808 von ihrer Schülerin Marie-Gabrielle Capet. Öl auf Leinwand, 69,0 × 83,5 cm

Erstaunlicherweise haben die Politik und die Französische Revolution ihre Arbeit nicht beeinträchtigt. 1789 gab sie eine „patriotische Spende“ an die Nationalversammlung. Wie einst die Prinzessinnen und Aristokraten, so ließen sich nun die neuen Machtinhaber, die Abgeordneten der Nationalversammlung, allen voran Maximilien Robespierre, von Adélaïde Labille-Guiard porträtieren. Im Jahr 1791 stellte sie dreizehn Pastellbilder von Vertretern der Nationalversammlung aus. Darüber hinaus hat sie sich für das Recht der Frau auf künstlerische Betätigung eingesetzt. In einer Rede vor der Akademie forderte sie dazu auf, Frauen unbeschränkt zuzulassen. Der Antrag wurde daraufhin angenommen, nach der Revolution jedoch wieder annulliert. Weil radikale Kräfte immer mehr Kontrolle über die Revolution gewannen, zog sich Labille-Guiard zunehmend aus der Öffentlichkeit zurück.
Dies hat wohl dazu beigetragen, dass sie die Revolution gut überstehen konnte. Bis zum Jahr 1795 lebte sie mit ihrem Freund Vincent, seinem Bruder Marie-Alexandre-Francois Vincent und zwei ihrer Schülerinnen, Marie-Gabrielle Capet und Marie-Victoire d’Avril, in einem am 8. März 1792 gemeinsam erworbenen Haus in Pontault-en-Brie. Aufgrund des neuen liberalen Eherechts konnte sie sich am 12. Mai 1793 von ihrem ersten Ehemann scheiden lassen. Nachdem alle anschließend wieder gemeinsam nach Paris zurückgekehrt waren, bekam Labille-Guiard 1795 eine Rente sowie als erste Frau die Erlaubnis, ein Atelier im Louvre zu beziehen, wo sie mit ihren Schülerinnen Capet und d’Avril weiter arbeiten konnte. 
In ihren letzten Lebensjahren stellte sie sporadisch Bilder in Salons aus, das letzte im Salon von 1800. Am 8. Juni 1800 (19 prairial an VIII) heiratete sie schließlich, inzwischen einundfünfzigjährig, in Anwesenheit ihrer Freundinnen Capet und d’Avril, ihren Jugendfreund, den Maler François André Vincent, und signierte zuletzt nur noch mit „Madame Vincent“. Eines ihrer letzten, nicht ausgestellten Kunstwerke Porträt der Familie malte sie im Jahr 1801. Sie wurde während ihrer langjährigen Krankheit von Marie Capet bis zu ihrem Tode 1803 in Paris gepflegt.

## Werke
Adélaïde Labille-Guiard hatte nicht nur selbst eine große Karriere, sondern setzte sich auch entschlossen und erfolgreich für die Interessen anderer Malerinnen ein, um deren Berufschancen zu verbessern. Allerdings ist Labille-Guiards Nachruhm durch den ihrer Zeitgenossin, der Malerin Élisabeth Vigée-Lebrun überschattet worden.
Ihre Werke gerieten nach ihrem Tod in Misskredit. So erzielte beispielsweise das Pastellporträt von Joseph-Marie Vien, das nach dem Tode Vincents 1816 versteigert wurde, nur einen Preis von 38 Francs. Allerdings erzielte im Jahr 1923 ihr Pastell „Porträt der Künstlerin und ihrer beiden Kinder“ während einer Versteigerung bei Christie’s bereits einen Preis von 304,10 £ (entspricht heute etwa 23.000 £).
Erst im Kontext der Wiederentdeckung von Frauen in der Kunst durch eine geschlechtergeschichtlich interessierte Kunstgeschichte wurde die Qualität ihrer Arbeiten wieder bewusst gemacht. Die größte Sammlung ihrer Werke besitzt der Louvre mit 11 Arbeiten. Weitere ihrer Bilder findet man unter anderem im Getty Center, im Harvard University Art Museum, in der Honolulu Academy of Arts, im Kimbell Art Museum, im Los Angeles County Museum of Art, in der National Gallery of Art, dem Nationalmuseum Warschau, dem National Museum of Women in the Arts und im Schloss Versailles. Das lebensgroße Selbstbildnis mit ihren Schülerinnen Marie-Gabrielle Capet und Carreaux de Rosemond von 1785 hängt heute im Metropolitan Museum of Art in New York.

## Veröffentlichungen
- Etudes des fleurs et des fruits peints d'après nature. 1812.[32]